# 优内西洋大学
优内西洋大学（西班牙語：Universidad Europea del Atlántico，缩写UNEATLANTICO）是一所位于西班牙北部坎塔布里亚自治区桑坦德市的私立大学。

## 历史
该大学由伊比利亚美洲大学基金会设立。2013年7月5日通过西班牙政府官方认证。
2014年，大学招收了第一批学生，9月29日正式开课。

## 院系设置
优内西洋大学主要有健康科学系、社会科学与人文系以及高等理工学院等三个院系。

## 图集

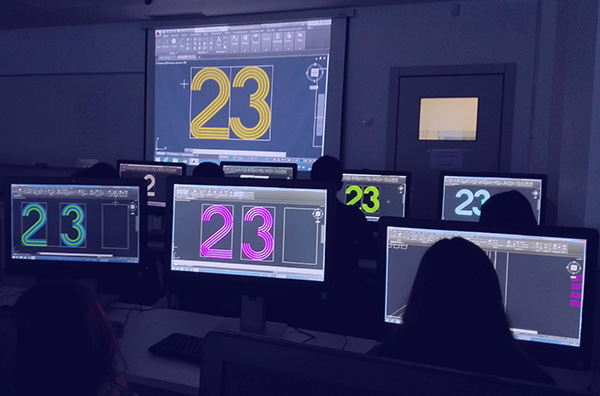
多媒体教室
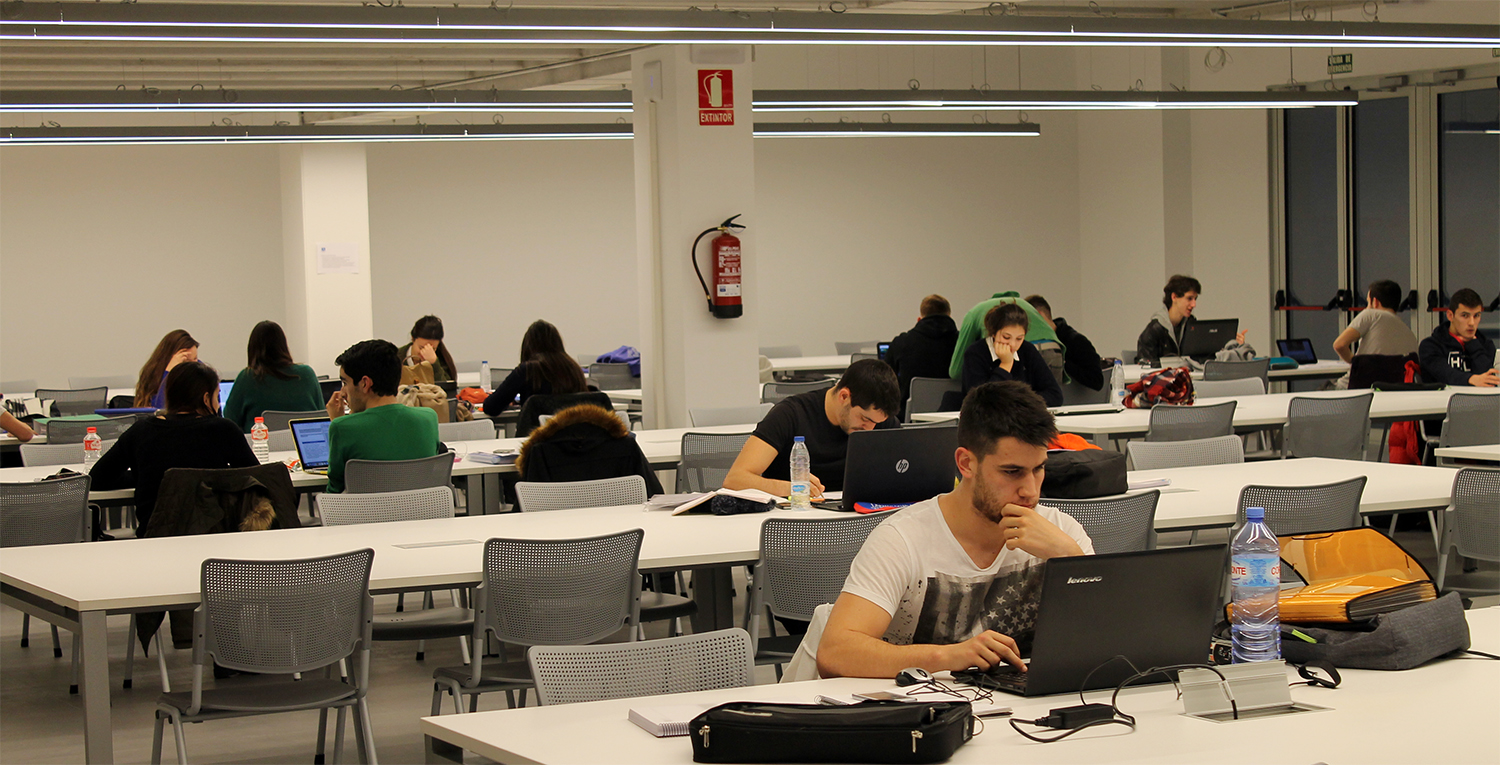
图书馆
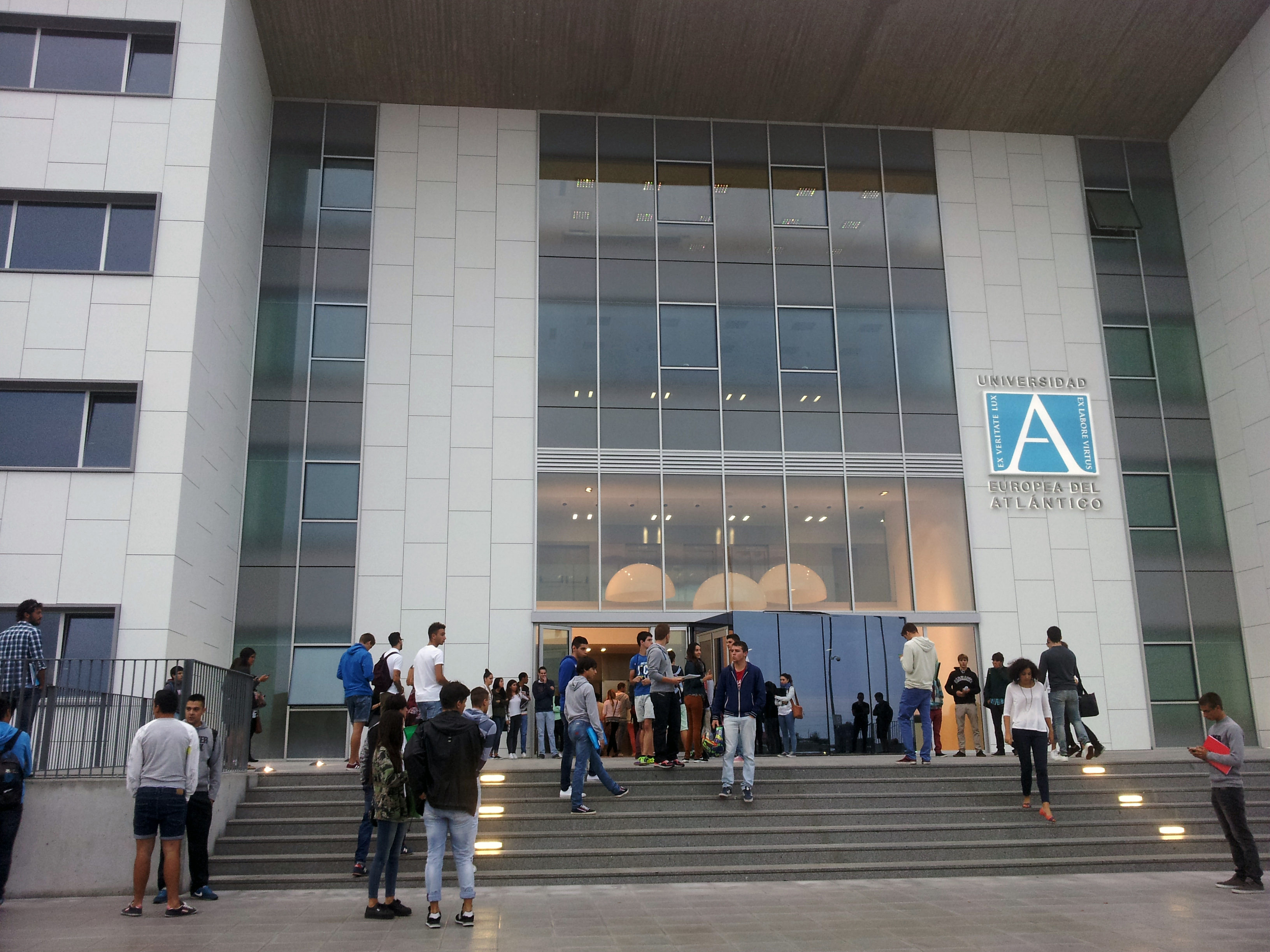
主楼北部
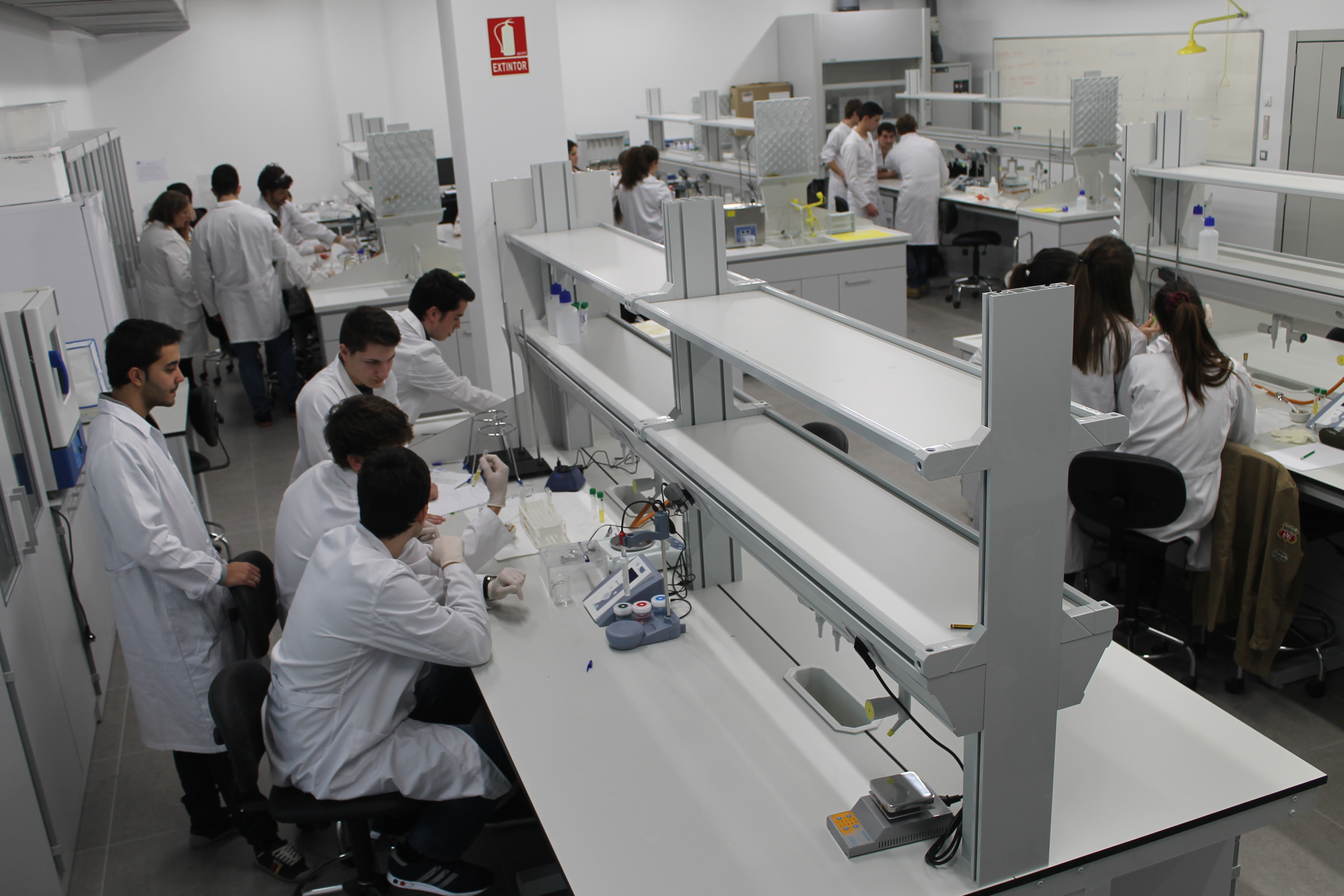
实验室
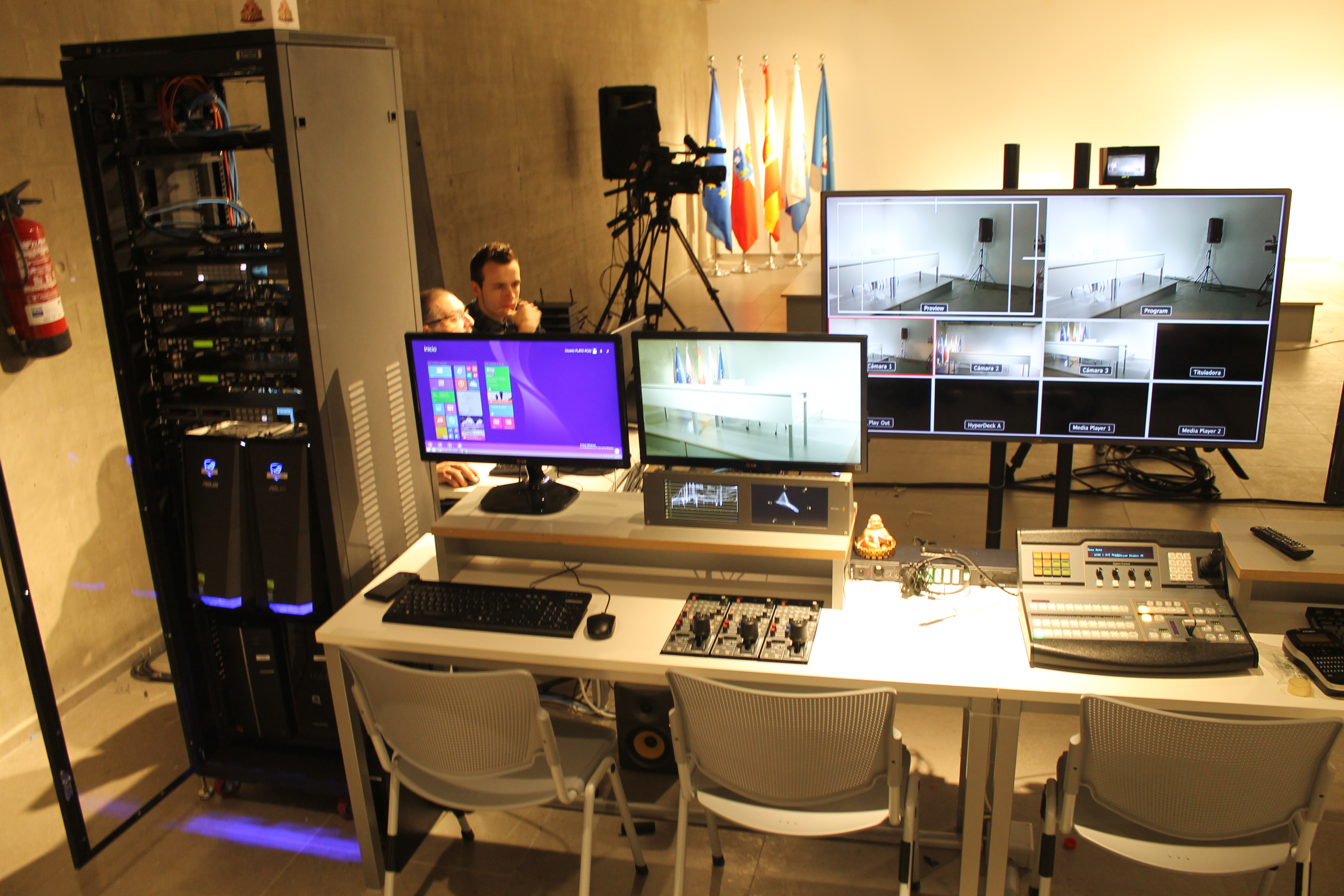
控制室
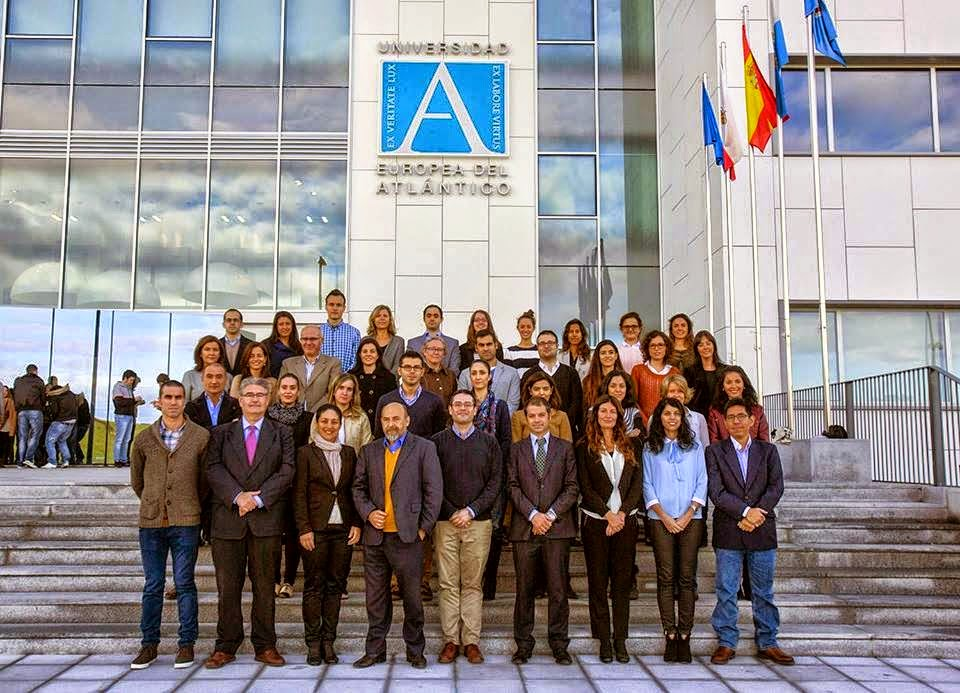
教员合影
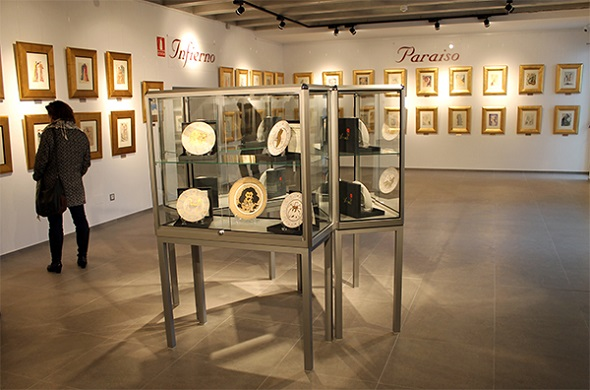
展览厅